# Château de Graves
Le château de Graves est situé à Graves, sur le territoire de Villefranche-de-Rouergue, dans le département de l'Aveyron, dans la région Occitanie.

## Historique
Le château de Graves a été construit entre 1543 et 1555 par Jean Imbert Dardenne, riche marchand de cuivre et consul de Villefranche. Ce château quadrangulaire autour d'une cour parfaitement carrée de 12 m de côté d'une décoration appartenant à l'ordre toscan, cantonnée de tours de 7 m de diamètre, ne possède aucune défense. Il s'agit plus d'un château de plaisance largement ouvert vers l'extérieur pour un riche marchand.
Le château de Gages, détruit aujourd'hui, le château de Bournazel et le château de Graves sont trois châteaux qui ont été influencés par l'architecture Renaissance apportée dans le Rouergue par l'évêque de Rodez Georges d'Armagnac et Guillaume Philandrier.
La proximité de l'architecture du château de Bournazel a fait supposer à certains historiens du XIXe siècle qu'ils avaient eu le même architecte. Aucun document ne permet de confirmer cette hypothèse.
Un marché est passé le 4 février 1554 par Jean Imbert Dardenne avec le maître maçon rouergat Guillaume Lissorgues. Le château était déjà très avancé en 1544 car Guillaume Lissorgues doit venir réparer des désordres et pour construire des œuvres neuves, « un portail d'antique grand pour l'entree de sa maison de Graves ». Un marché est passé avec un maçon du même nom pour la construction de la collégiale de Villefranche en 1590. 
Une chapelle, ou oratoire, carrée se trouve au rez-de-chaussée de la tour nord-est. La chapelle a été décorée de peintures murales à la détrempe sur le thème de la Passion du Christ. Ces peintures doivent être postérieures à 1562, après une occupation huguenote du château. Cette période s'est terminée par un massacre des occupants dont Jean Imbert Dardenne a peut-être été le complice. Pour l'historien Raymond Laurière, ces peintures de la Passion auraient pu être une manière pour Jean Imbert Dardenne de réaffirmer son catholicisme.
Propriété de la congrégation des Pères du Sacré-Cœur depuis deux siècles, le site est mis en vente au début des années 2020. Dans un contexte plus général de déclin du nombre de religieux dans les communautés chrétiennes en France, il ne restait en effet que plus de deux personnes sur place, lieu qui au fil de son histoire accueillit un petit séminaire, un internat et un foyer pour jeunes. Pour récolter des fonds, il fut ouvert à la visite ou loué pour des mariages, sans que cela ne soit suffisant. Le château et ses dépendances couvrent un domaine de sept hectares.

## Protection
Le château a été classé au titre des monuments historiques le 28 novembre 1991.